# Caucasalia
Caucasalia är ett släkte av korgblommiga växter. Caucasalia ingår i familjen korgblommiga växter.

Kladogram enligt Catalogue of Life:
| Caucasalia | \| \| Caucasalia macrophylla \| \| \| \| \| \| Caucasalia parviflora \| \| \| \| \| \| Caucasalia pontica \| \| \| \| \| \| Caucasalia similiflora \| \| \| \| |
|            | \| \| Caucasalia macrophylla \| \| \| \| \| \| Caucasalia parviflora \| \| \| \| \| \| Caucasalia pontica \| \| \| \| \| \| Caucasalia similiflora \| \| \| \| |
|            | Caucasalia macrophylla |
|            | |
|            | Caucasalia parviflora |
|            | |
|            | Caucasalia pontica |
|            | |
|            | Caucasalia similiflora |
|            | |